# Eriogonum chrysops
Eriogonum chrysops är en slideväxtart som beskrevs av Per Axel Rydberg. Eriogonum chrysops ingår i släktet Eriogonum och familjen slideväxter. Inga underarter finns listade i Catalogue of Life.